# Ратко Митровић (професор)
Ратко Митровић (1956) јесте црногорски грађевински инжењер, професор Архитектонског и Грађевинског факултета Универзитета Црне Горе. Био је министар екологије, просторног планирања и урбанизма у Влади Здравка Кривокапића.

## Биографија

### Образовање
Рођен је 1956. године. Завршио је студије 1981. године на два одсека Архитектонско-грађевинског факултета Универзитета у Нишу: Одсеку за изградњу и пројектовање објеката високоградње и Одсека за изградњу и пројектовање грађевина инфраструктуре. Потом је похађао магистарске студије на Грађевинском факултету Универзитета у Београду и завршио их 1991. године, одбраном магистарског рада на тему унапређења технологија монтажних система градње.
Докторирао је 1994. године на Техничком факултету Универзитета у Новом Саду - Одсеку за менаџмент и технологије грађења, када је одбранио докторску дисертацију под насловом "Техничкотехнолошко моделирање организационих структура грађевинских предузећа у тржишним условима пословања".
Током 1997. и 1998. године је боравио на постдокторским студијама на Флориди.

### Каријера
Каријеру је отпочео као инжењер за развој нових технологија у Општем грађевинском предузећу у Подгорици, где је убрзо постао шеф оперативе за изградњу објеката високоградње. Затим је 1987. године прешао у Електропривреду Црне Горе као главни инжењер и управник градње.
Између 1991. и 2000. године је био директор Електроградње. Руководио је градњом више стамбених објеката у Подгорици (Забјело, Стари аеродром), дома културе у Даниловграду... Такође, био је директор градње Саборног храма Христовог васкрсења у Подгорици.
Последњих година ради на истраживањима у области обновљивих извора енергије. Аутор је више десетина заштићених идејних решења хидроенергетског коришћења водотокова.

### Академска каријера
Митровић је редовни професор Архитектонског и Грађевинског факултета Универзитета Црне Горе, на којима држи наставу из предмета: Елементи зграда, Технологија извођења хидроенергетских објеката, Нове технологије и материјали, Организација грађења, Управљање пројектима.
На Архитектонском факултету Универзитета Црне Горе је руководилац одсека магистарских студија.
Био је ангажован као гостујући професор на факултетима у Србији, Уједињеном Краљевству и Италији.

### Министар екологије, просторног планирања и урбанизма
Скупштина Црне Горе га је 4. децембра 2020. године изабрала за министра екологије, просторног планирања и урбанизма у Влади Здравка Кривокапића.
Противи се изградње мини хидроелектрана.

### Приватни живот
Говори енглески и руски, поред српског језика који сматра матерњим.